# Martwa Droga
Martwa Droga (ros. Мёртвая дорога Mortvaya doroga) lub Transpolarna Magistrala Kolejowa (ros. Трансполярная магистраль Transpolyarnaya magistral) – nazwa północnosyberyjskiej linii kolejowej, budowanej w latach 1949–1953 przez więźniów łagrów sowieckich.
W planach linia miała mieć 1300 km długości i łączyć miasta Salechard nad rzeką Ob i Igarka nad Jenisejem, biegnąc na wysokości koła podbiegunowego. Planowano budowę jednotorowej linii kolejowej z 26 stacjami oraz 106 mijankami.
Konstrukcję linii rozpoczęto z dwóch stron naraz i prowadzono z dużym pośpiechem, oddając już w pierwszym roku 120 km torów wraz z linią telegraficzną, przystaniami rzecznymi, parowozowniami, stacjami i warsztatami.
Przy budowie zatrudniono około 100 tysięcy więźniów, którzy musieli pracować w bardzo ciężkich warunkach wiecznej zmarzliny. Rozlokowano ich w Obozie Pracy nr 501 na wschód od Salechardu i Obozie Pracy nr 503 na zachód od Igarki.
Budowę przerwano wkrótce po śmierci Józefa Stalina, po ukończeniu 700 kilometrów torów kolejowych. Początkowo ukończone odcinki poddawane były konserwacji, ale ze względu na duże koszty i bezużyteczność linii, wkrótce ewakuowano więźniów i obsługę, a magistralę porzucono. Do dziś ostały się resztki szyn, tabor kolejowy oraz zabudowania obozowe w przebiegu linii. Liczba ofiar, które pochłonęła Martwa Droga nie jest znana.
W 2013 grupa polskich podrózników: Tomasz Grzywaczewski, Maciej Cypryk, Ania Hyman, Łukasz Orlicki i Marek Kozakiewicz odbyli wyprawę Martwa Droga – Dead Road, której celem było odnalezienie i zbadanie łagrów na jednym z najbardziej niedostępnych odcinków opuszczonej Transpolarnej Magistrali Kolejowej. Trasa wyniosła ponad 1.500 km. Wyprawę opisał Tomasz Grzywaczewski w książce Życie i śmierć na Drodze Umarłych.

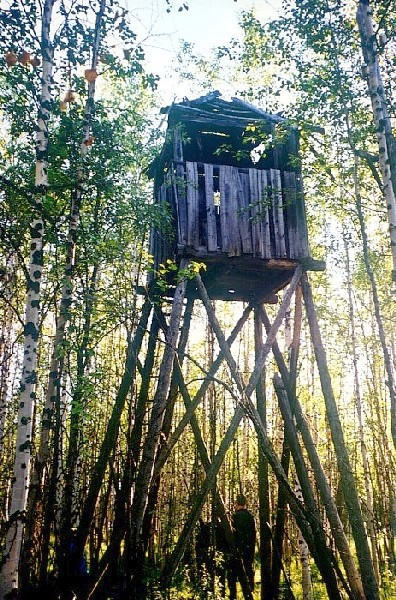
Wieża strażnicza Obozu Pracy nr 503
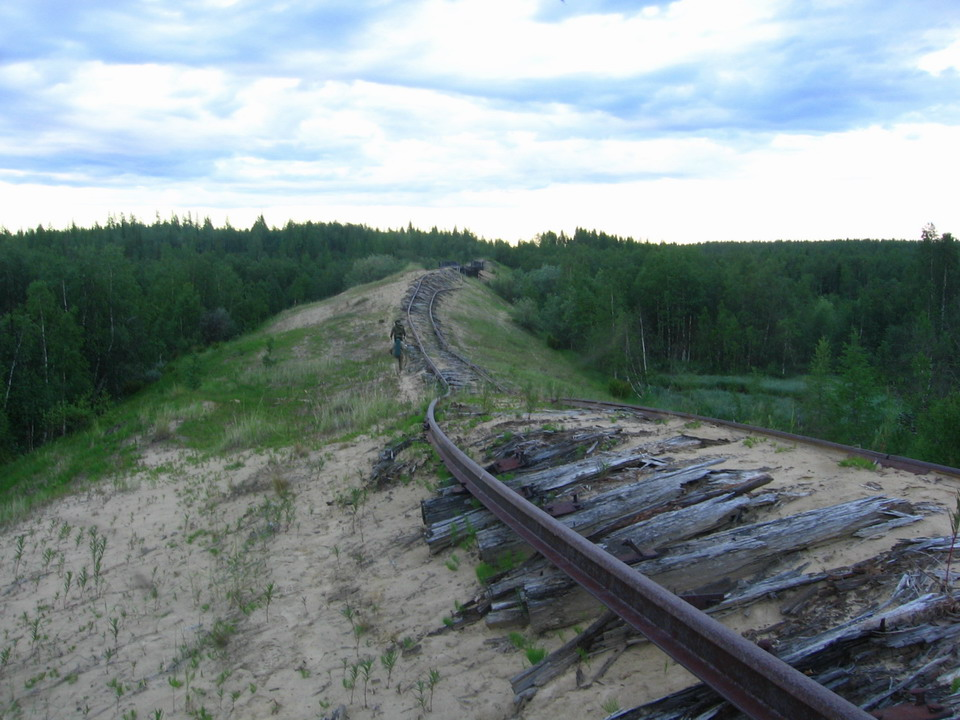
Opuszczone, zniszczone tory kolejowe między miastami Salechard i Nadym
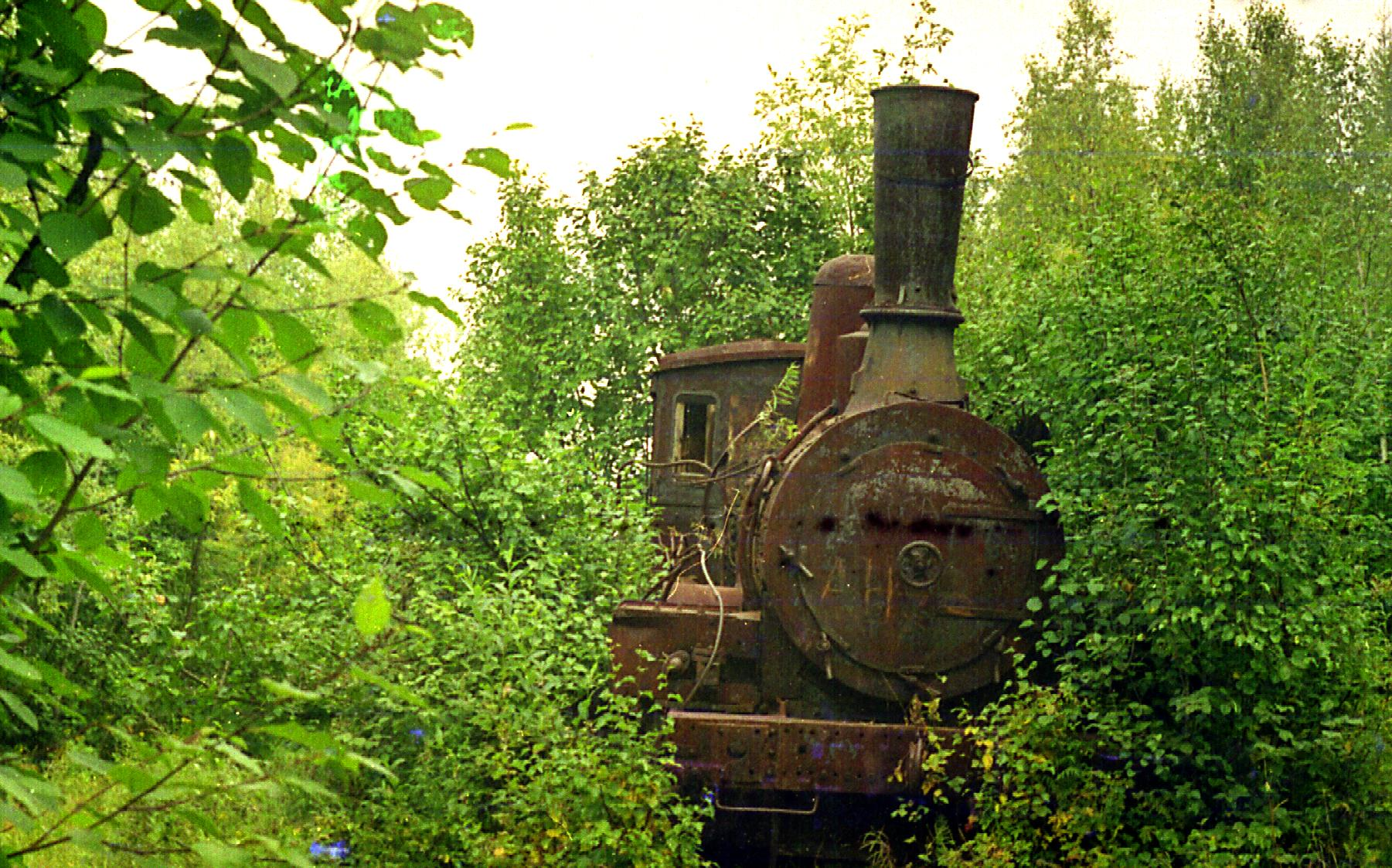
Lokomotywa porzucona w Ermakowie (fot. 2004, później lokomotywa została wywieziona)